# José Antonio Elola-Olaso e Idiacaiz
José Antonio Elola-Olaso e Idiacaiz (Tandil, 28 de juny de 1909 - Madrid, 23 d'abril de 1976) va ser un polític espanyol que va ocupar diversos càrrecs en la Dictadura franquista. Va arribar a ser governador civil de diverses províncies, delegat nacional del Frente de Juventudes, delegat Nacional d'Educació Física i Esports, procurador en les Corts franquistes i membre del Consell Nacional de FET y de las JONS. Des del seu càrrec com a delegat Nacional d'Educació Física i Esports va donar un important suport a l'esport i a l'Educació física, especialment amb la promulgació de la «Llei Elola-Olaso» de 1961.

## Biografia

### Primers anys
Va néixer en la localitat argentina de Tandil el 28 de juny de 1909, en el si d'una família d'origen basconavarrès.
Posteriorment es va traslladar a Espanya, on va fer estudis de dret en la Universitat de Valladolid; va exercir l'advocacia a Madrid. Va participar en la Guerra civil lluitant al costat del Bàndol revoltat; durant la contesa va ser cap de centúria de Falange i va aconseguir aconseguir el grau d'alferes. Va ser gestor de la Diputació de Guipúscoa, de la província de la qual era oriünd. També va exercir com a governador civil de les províncies de Ciudad Real i de Sevilla.

### Dictadura franquista
Al juny de 1941 va ser nomenat delegat nacional del Frente de Juventudes, en substitució de Sancho Dávila. Establerta al desembre de 1940, l'organització juvenil va consolidar la seva institucionalització durant el mandat d'Elola-Olaso. L'abril del 1944 un decret va establir que el Sindicat Espanyol Universitari (SEU) quedés adscrit a l'estructura del Frente de Juventudes. Destacat representant del sector falangista dins del règim franquista, Elola-Olaso va assistir al Congrés de les Joventuts Europees que es va celebrar a Viena al setembre de 1942 i es va mostrar entusiasta del «Nou Ordre juvenil».
Va posar sota la seva protecció al militant nazi alemany Walter Mattheai, refugiat a Espanya des de 1953.
Durant la dictadura va ocupar altres càrrecs, com a procurador en les Corts franquistes, membre de la Junta Política de FET y de las JONS i del Consell Nacional de FET y de las JONS. En 1955, a conseqüència d'uns incidents ocorreguts durant una concentració a El Escorial, va ser destituït del seu càrrec, sent substituït per Jesús López-Cancio Fernández. No obstant això, en 1956 va ser nomenat Delegat Nacional d'Educació Física i Esports, lloc des del qual va desenvolupar una important labor. Va donar un fort impuls a l'Educació física a Espanya amb la promulgació de l'anomenada «Llei Elola-Olaso» de 1961, la qual considerava «l'Educació Física i Esportiva com a necessitat pública que l'Estat reconeix i garanteix com a dret de tots els espanyols». Al costat d'aquest càrrec va compaginar també la presidència del Comitè Olímpic Espanyol. Durant aquesta etapa va posar en marxa la Mutualitat General Esportiva, les Residències Blume, les Juntes Provincials d'Educació Física i l'Institut Nacional d'Educació Física.
Al juny de 1975 es va integrar en el Frente Nacional Español, junt a d'altres falangistes «històrics» com Manuel Valdés Larrañaga, Jesús Suevos Fernández-Jove, Agustín Aznar Gerner o Raimundo Fernández Cuesta. Va morir a Madrid en 1976.

## Reconeixements
Té dedicada un carrer a Oviedo, en la rodalia del Palau d'Esports, i va donar nom al refugi de muntanya al Circ de Gredos fins a desembre de 2016 (quan es va canviar per «Refugi de la Laguna Grande», a causa de l'aplicació de la llei de la memòria històrica).